# Snow Patrol
Snow Patrol (транскр. Сноу патрол) је северноирско-шкотска музичка група. Основана је 1998. године у шкотском граду Дандију, а међународни успех је постигла песмама: , Chasing Cars и Signal Fire.

## Чланови

### Садашњи
- Гари Лајтбоди — главни вокал, ритам гитара, клавир, клавијатуре (1994—)
- Џони Кин — бубњеви, удараљке (1996—)
- Нејтан Коноли — соло гитара, пратећи вокали (2002—)
- Пол Вилсон — бас-гитара, пратећи вокали (2005—)
- Џони Макдејд — клавијатуре, ритам гитара, пратећи вокали (2011—)

### Бивши
- Том Симпсон — клавијатуре, клавир (2005—2013)
- Марк Маклеланд — бас-гитара, клавијатуре, клавир (1994—2005)
- Мајкл Морисон — бубњеви (1994—1996)

## Дискографија

### Студијски албуми
- (1998)
- (2001)
- (2003)
- (2006)
- (2008)
- (2011)
- (2018)
- (2019)
- The Forest Is the Path (2024)

## Награде и номинације
- Награда Меркјури

| Година | Категорија   | Номиновано дело | Исход      |
| ------ | ------------ | --------------- | ---------- |
| 2004.  | Албум године |                 | Номинација |

- Награде Кју

| Година | Категорија    | Номиновано дело | Исход      |
| ------ | ------------- | --------------- | ---------- |
| 2006.  | Најбољи албум |                 | Номинација |
| 2006.  | Најбоља песма |                 | Номинација |
| 2011.  | Класик песма  |                 | Освојено   |